# Euodice
Az Euodice a madarak osztályának verébalakúak (Passeriformes) rendjébe és a díszpintyfélék (Estrildidae) családjába tartozó nem. Sorolták a  Lonchura nembe ezeket a fajokat is.

## Rendszerezésük
A nemet Heinrich Gottlieb Ludwig Reichenbach német botanikus és ornitológus írta le 1862-ben, jelenleg az alábbi 2 faj tartozik ide:
- indiai ezüstcsőrűpinty (Euodice malabarica)
- afrikai ezüstcsőrűpinty (Euodice cantans)

## Előfordulásuk
Az egyik faj Afrika, a másik Ázsia területén honos. Természetes élőhelyeik a száraz erdők, füves puszták, szavannák és cserjések.

## Megjelenésük
Testhosszuk 11 centiméter körüli.

## Életmódjuk
Füvek és más növények magvaival táplálkoznak, de rovarokat is fogyasztanak.